# ピオトル・ジェムウォ
ピオトル・ジェムウォ（Piotr Żemło 、1995年7月10日 - ）は、ポーランド・ギジツコ出身のプロサッカー選手。オードラ・オポーレ所属。ポジションは、ディフェンダー（センターバック）。